# Fundulus jenkinsi
Fundulus jenkinsi is een  straalvinnige vissensoort uit de familie van killivisjes (Fundulidae). De wetenschappelijke naam van de soort is voor het eerst geldig gepubliceerd in 1892 door Evermann.